# Stade Victor Biaka Boda
Le stade Victor Biaka Boda est un stade de Côte d'Ivoire qui se situe dans la ville de Gagnoa dans l'Ouest de la Côte d'Ivoire. Il peut accueillir 12 000 à 20 000 spectateurs assis.  
Le stade sert pour les meetings, les concerts, le rugby et essentiellement pour le football. Son nom est un hommage à Victor Biaka Boda, un homme politique ivoirien.
C'est le stade où joue le Sporting Club de Gagnoa et où se déroulent les coupes régionales.